# BD-java
BD-J, ou Blu-ray Disc Java, est une plate-forme interactive permettant d’ajouter des contenus avancés sur les disques Blu-ray. BD-J permet l’ajout de contenu bonus sur disque Blu-Ray bien plus sophistiqué que les contenus bonus des DVD standards, y compris l’accès au réseau (comme le téléchargement de bandes-annonces ou l’accès à des événements en direct), image par image ou l’accès à un stockage local. BD-J a été développé par la Blu-ray Disc Association.

## Technologie
BD-J est basé sur le système Globally Executable MHP, ou GEM. GEM, alternativement, forme la base de la plupart des normes numériques globales pour télévision. GEM est un standard ETSI ; DVB-MHP est un standard DVB. Tous les standards basé sur GEM sont construits au-dessus de la technologie Java, développé par Sun Microsystems. Parce que BD-J, MHP, OCAP et ACAP sont basés sur la plate-forme Java, il y a un très haut niveau d’intéropérabilité entre ces standards.

## Développement de contenu
Les auteurs ont rendu disponibles une grande variété de stratégie de développement, dont l’utilisation des traditionnelles IDE comme NetBeans ou Eclipse, des environnements graphiques sans programmation comme Macromedia Director, ou des moteurs de rendu utilisant des standards de données comme HTML, XML ou SVG. De tels environnements de programmations offrent une grande flexibilité et permettent la création de contenus innovants sans les restrictions des plates-formes aux spécifications rigides. Éventuellement, il est possible de développer des jeux pour les disques BD-J jouables avec les lecteurs BD. Contrairement aux consoles de jeux, dont le code machine est propriétaire, le Java sur Blu-ray permet la compatibilité du code entre les lecteurs de salon et les consoles de jeu (si elles adoptent le java Blu-ray et les standards matériels associés).

## Films disponibles sur BD-J
- Dragon's Lair (jeu)
- La Ligue des gentlemen extraordinaires (menu avancé, jeu)
- Speed (menu avancé, jeu)
- The Descent (Disponible pour le moment uniquement sur Sony PlayStation 3, Samsung mis à jour, lecteurs Panasonic et PowerDVD 6.0 BD Edition ; les autres lecteurs nécessitent une mise à jour)
- Guardian
- Pierre et le loup (menu, jeu)
- Terminator (menu)
- Percy Jackson et la mer des monstres

## Lecteurs compatibles BD-J
- InterVideo WinDVD 8.0 (Windows, logiciels basés dessus)
- CyberLink PowerDVD 6.6 BD Edition (Windows, logiciels basés dessus)
- Sony PlayStation 3 (support matériel)
- Sony BDP-S1 (support matériel)
- Samsung BDP-1000
- Panasonic DMP-BD10 / DBT500
- Oppo BDP-105 v. EU / MRZ
- Pioneer BDP-HD1
- LG BH100 combo Blu-ray Disc et lecteur HD DVD